# George Calvert
George Calvert, I barone Baltimore (Richmondshire, 1579 – Lincoln's Inn Fields, 15 aprile 1632), è stato un politico inglese, noto per aver dato inizio alla colonizzazione del Maryland.
Nacque da una famiglia cattolica nella tenuta di Kiplin Hall, nel distretto del Richmondshire del North Yorkshire. Fin da giovane mostrò grande interesse per la colonizzazione dell'America e fu membro della Virginia Company dal 1609 al 1620. Fu membro del Parlamento e Segretario di Stato durante il regno di Giacomo I d'Inghilterra. Nel 1625 si convertì ufficialmente al cattolicesimo e fu costretto a rinunciare alle cariche governative, ma il re in riconoscimento dei suoi servigi alla corona lo nominò "Baron Baltimore", concedendogli vaste proprietà terriere nel sud dell'Irlanda. Il titolo nobiliare passò poi in eredità ai suoi discendenti.
Nel 1620 Calvert acquistò dei terreni nell'isola di Terranova e chiamò le sue proprietà Avalon, dal luogo dove secondo la leggenda venne introdotto il cristianesimo nelle isole britanniche. L'area venne poi chiamata penisola di Avalon. Inviò il capitano Edward Wynne e alcuni gallesi a stabilirsi nella zona e la colonia si sviluppò rapidamente, tanto che nel 1623 il re Giacomo I gli concesse la proprietà dell'intera isola di Terranova, che in seguito si ridusse però alla sola penisola di Avalon. Nel 1627 fece un viaggio ad Avalon ma vi rimase solo due mesi. Vi ritornò nel 1628, questa volta con la seconda moglie Jane, tutti i suoi figli tranne il maggiore, Cecilius, due preti cattolici e 40 nuovi coloni. Uno dei due preti fondò in seguito la prima parrocchia cattolica sul suolo del Nord America.
Ben presto Calvert ebbe a constatare che il clima era molto più freddo di quanto gli era stato riferito e chiese al re di concedergli altre terre più a sud. Senza attendere la risposta, l'anno successivo partì per la Virginia e cercò di stabilirsi a Jamestown, ma ciò gli fu negato in quanto professava la religione cattolica.
Calvert tornò quindi in Inghilterra per perorare la sua causa presso il re Carlo I. L'autorizzazione a fondare una nuova colonia nell'area della baia di Chesapeake fu concessa in giugno del 1632, ma egli morì in aprile. La Royal Patent passò in capo al figlio Cecilius, che chiamò la colonia Province of Maryland in onore della regina consorte di Carlo I, Enrichetta Maria di Francia.
A parte due interruzioni (durante la guerra civile inglese e per qualche tempo dopo la rivoluzione inglese del 1688) la colonia del Maryland rimase una proprietà dei suoi discendenti fino alla guerra d'indipendenza americana.

## Fonti biografiche
- J. Carlyle Sitterson, George Calvert, 1st Lord Baltimore, in World Book Encyclopedia, Vol. 2, p. 50
- George Calvert, 1st Baron Baltimore in Encyclopedia Britannica online